# 錯誤
錯誤（英語：error）是指進行的一個在該功能系統中相對於最佳或正常狀態、方式，有所偏差的操作。一般常見的錯誤有：分類的錯誤、統計學的錯誤、物理學與測量學的錯誤、機械的錯誤、軟體的錯誤、遊戲的錯誤、計算的錯誤、傳輸的錯誤等錯誤類型。

## 延伸阅读
[在维基数据编辑]
 《欽定古今圖書集成·明倫彙編·人事典·錯誤部》，出自陈梦雷《古今圖書集成》